# Gagaúzia
A Gagaúzia (em gagauz: Gagauz-Yeri; em romeno:  Găgăuzia; em russo:  Гагаузия) é uma região autônoma da República da Moldávia. Seu nome oficial é Unidade Territorial Autônoma da Gagaúzia (em gagauz: Avtonom Territorial Bölümlüü Gagauziya; em romeno:  Unitatea Teritorială Autonomă Găgăuzia; em russo:  Автономное территориальное образование Гагаузия, transl. Avtonomnoe territorialnoe obrazovanie Gagauzia).
Criada em 23 de dezembro de 1994 a partir de assentamentos em que mais de 50% dos habitantes eram gagauzes, bem como daqueles onde a maioria dos moradores, com base nos resultados de referendos, concordou voluntariamente em aderir à autonomia da Gagaúzia. A capital é a cidade de Comrat.
Seu nome vem do etnônimo “Gagauz”.

## História
A Bessarábia, anteriormente a metade oriental do Principado da Moldávia, foi anexada pelo Império Russo em 1812. No final da Primeira Guerra Mundial, toda a Bessarábia - anteriormente administrada pelo Império Russo, incluindo o que era conhecido como 'Gagauzia' - mudou de controle ao Reino da Romênia. A invasão e ocupação soviética começaram em junho de 1940, mas o território foi novamente ocupado pela Romênia de 1941 a 1944, depois de esta se ter juntado às potências do Eixo e ajudado a invadir a URSS. Após a Segunda Guerra Mundial, foi incorporada à República Socialista Soviética da Moldávia. Em 1990, Gagauzia declarou-se independente da Moldávia como República da Gagauzia durante a dissolução da União Soviética, mas foi finalmente reintegrada na Moldávia em 1995.

### A origem dos gagauzes
A origem exata do povo gagauz não é conhecida. Existem várias hipóteses. Por exemplo, que descendem dos turcos seljúcidas que se instalaram em Dobruja, juntamente com os pechenegues, oguzes e cumanos que seguiram o sultão seljúcida anatólio Caicaus II (r. 1246–1260). Mais especificamente, de um clã de oguzes que migraram para os Balcãs durante os conflitos com outras tribos turcas e se converteram do Islamismo para o Cristianismo Ortodoxo após se estabelecerem nos Balcãs orientais (atual Bulgária) e foram chamados de turcos gagaúzes.
De acordo com outras teorias, os gagauzes são descendentes de búlgaros linguisticamente turquizados. No museu oficial da Gagaúzia, uma placa indica que uma das duas principais teorias é que eles descendem dos búlgaros.

## Geografia

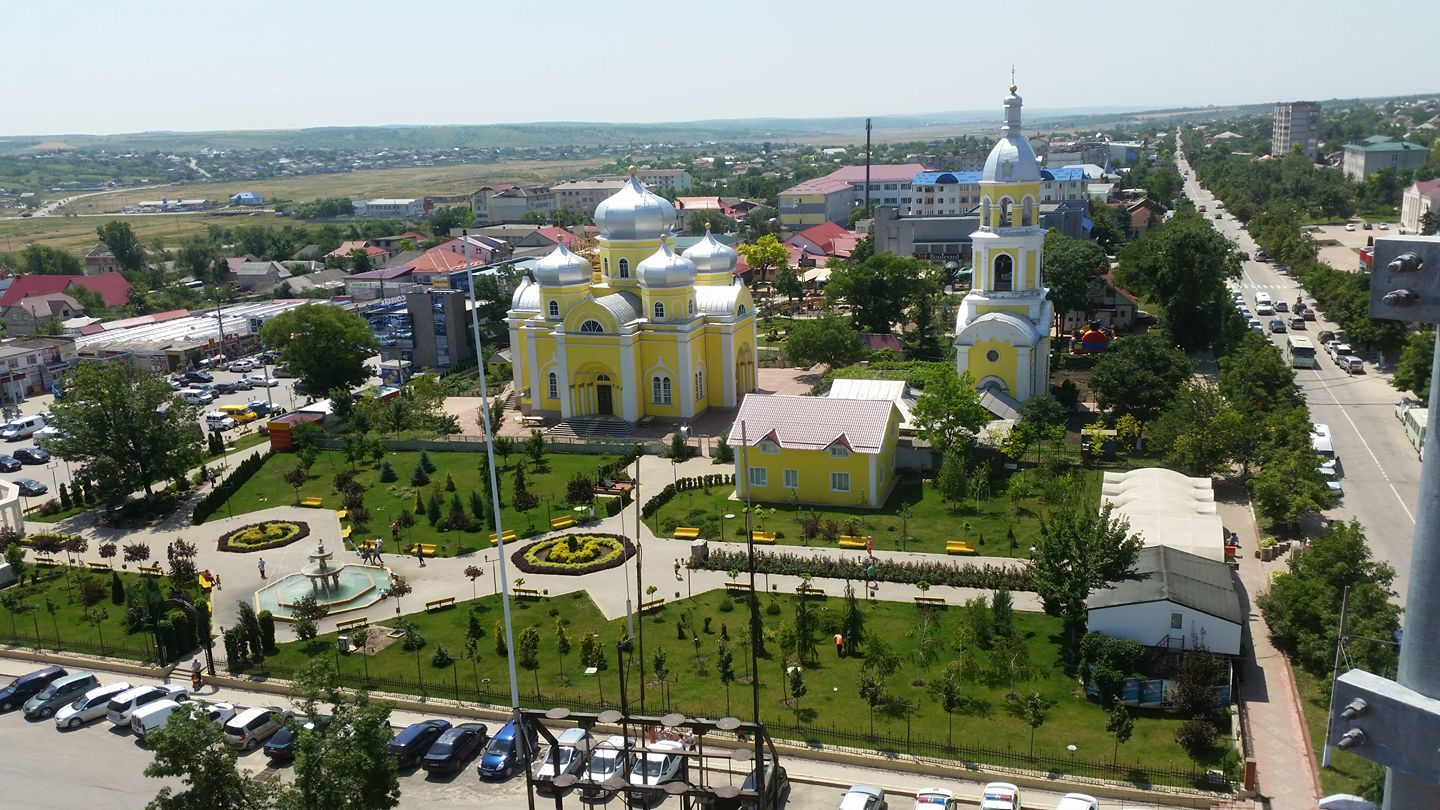
Comrat

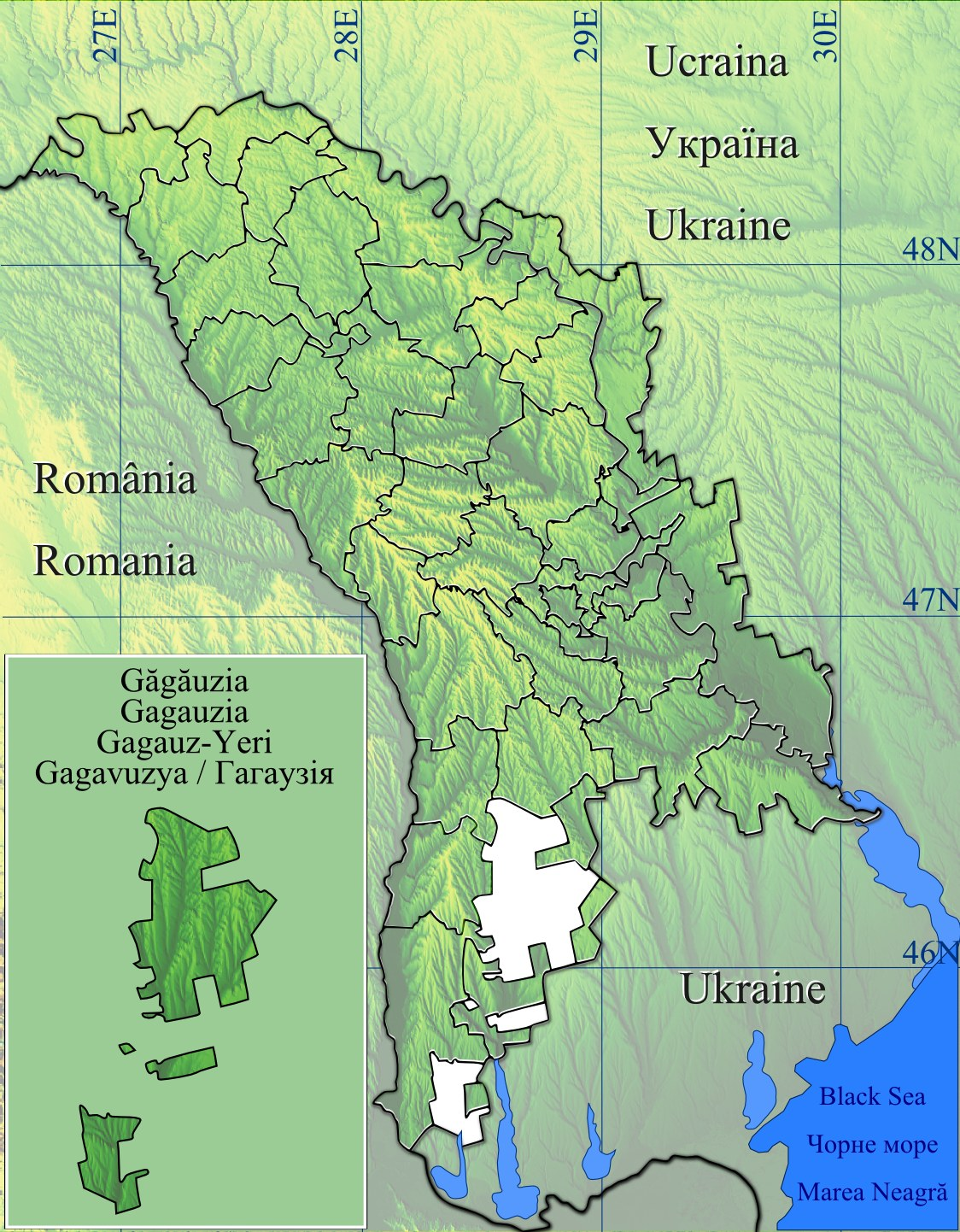
Mapa físico da Gagaúzia.

A Unidade Territorial Autônoma da Gagaúzia está dividida em três distritos administrativos, Comrat, Ciadîr-Lunga e Vulcănești. Também está dividido em quatro enclaves. O principal enclave central inclui as cidades Comrat e Ceadîr-Lunga e está dividido em dois distritos, servindo essas cidades como centros administrativos. O segundo maior enclave está localizado em torno da cidade de Vulcănești, enquanto dois enclaves menores são as aldeias de Copceac e Carbalia. A aldeia de Carbalia está sob administração de Vulcănești, enquanto Copceac faz parte do distrito de Ceadîr-Lunga. A área da região autônoma é de 1.830 km².

## Divisões administrativas

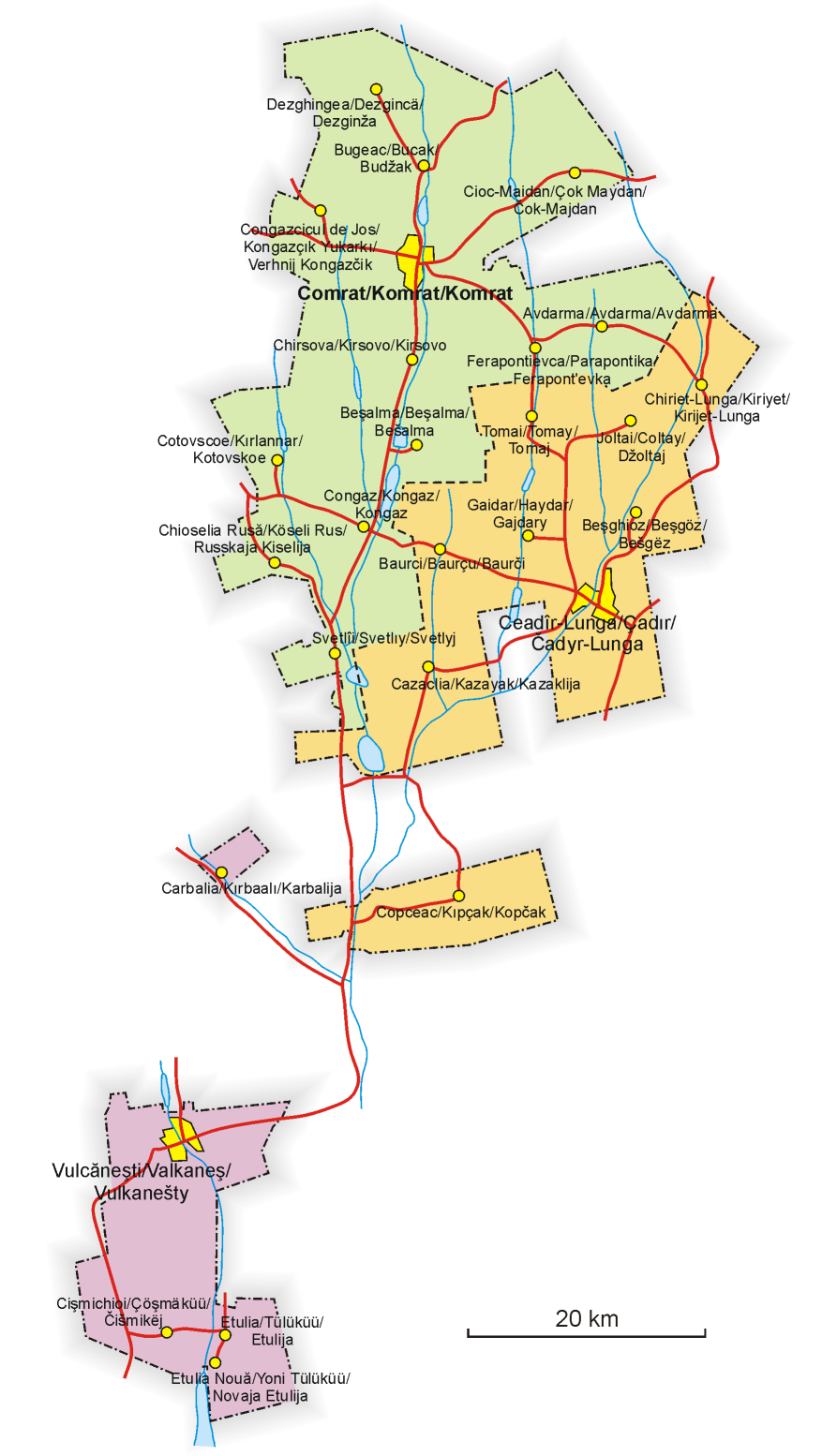
Mapa administrativo da Gagaúzia

Gagauzia consiste em dois municípios, uma cidade e 23 comunas contendo um total de 32 localidades.
| Nome oficial                                    | Nome gagauz                                 | Gagauzes (%)      |
| ----------------------------------------------- | ------------------------------------------- | ----------------- |
| Comrat (município)                              | Komrat                                      | 72.8%             |
| Ceadîr-Lunga (município)                        | Çadır                                       | 73.7%             |
| Vulcănești (cidade) Vulcănești stație c.f.      | Valkaneş Valkaneş demir yolu                | 69.4% 22.5%       |
| Avdarma                                         | Avdarma                                     | 94.2%             |
| Baurci                                          | Baurçu                                      | 97.9%             |
| Beșalma                                         | Beşalma                                     | 96.7%             |
| Beșghioz                                        | Beşgöz                                      | 93.0%             |
| Bugeac                                          | Bucak                                       | 61.8%             |
| Carbalia                                        | Kırbaalı                                    | 70.2%             |
| Cazaclia                                        | Kazayak                                     | 96.5%             |
| Chioselia Rusă                                  | Köseli Rus                                  | 25.2%             |
| Chiriet-Lunga                                   | Kiriyet                                     | 92.6%             |
| Chirsova                                        | Başküü                                      | 45.6%             |
| Cioc-Maidan                                     | Çok-Maydan                                  | 93.1%             |
| Cișmichioi                                      | Çöşmäküü                                    | 94.4%             |
| Congaz                                          | Kongaz                                      | 96.1%             |
| Congazcicul de Sus Congazcicul de Jos Dudulești | Kongazçık Yukarkı Kongazçık Aşaakı Duduleşt | 73.4% 87.2% 4.4%  |
| Copceac                                         | Kıpçak                                      | 95.0%             |
| Cotovscoe                                       | Kırlannar                                   | 95.4%             |
| Dezghingea                                      | Dezgincä                                    | 94.5%             |
| Etulia Etulia Nouă Etulia stație c.f.           | Tülüküü Eni Tülüküü Tülüküü demir yolu      | 92.7% 83.1% 94.5% |
| Ferapontievca                                   | Parapontika                                 | 28.0%             |
| Gaidar                                          | Haydar                                      | 96.5%             |
| Joltai                                          | Coltay                                      | 96.0%             |
| Svetlîi Alexeevca                               | Svetlıy Alekseevka                          | 35.4% 33.5%       |
| Tomai                                           | Tomay                                       | 95.1%             |

## Governo e política

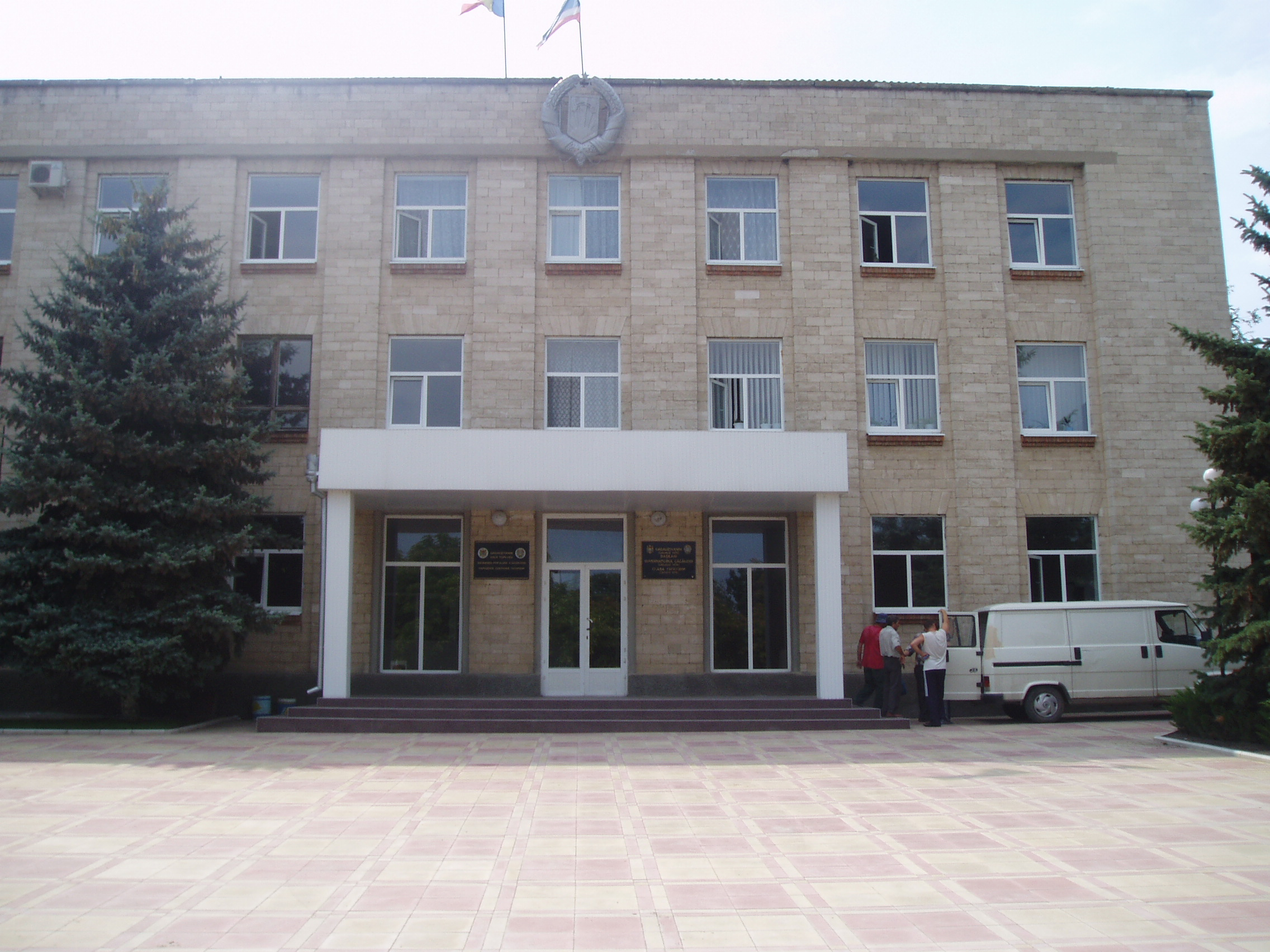
Sede do Governo da Gagaúzia

A autonomia de Gagauzia é garantida pela constituição moldava e regulamentada pela Lei de Autonomia da Gagauzia de 1994. Se a Moldávia decidisse unir-se à Romênia, Gagauzia teria o direito à autodeterminação.  A Assembleia Popular da Gagaúzia (em gagauz: Halk Topluşu; em romeno: Adunarea Populară) tem um mandato para poderes legislativos dentro de sua própria jurisdição. Isto inclui leis sobre educação, cultura, desenvolvimento local, questões orçamentais e fiscais, segurança social e questões de administração territorial. A Assembleia Popular também tem dois poderes especiais: pode participar na formulação da política interna e externa da Moldávia; e, caso os regulamentos centrais interfiram na jurisdição de Gagauz-Yeri, tem o direito de recorrer para o Tribunal Constitucional da Moldávia.
O mais alto funcionário da Gagauzia, que dirige a estrutura do poder executivo, é o Governador da Gagaúzia (em gagauz: Başkan; em romeno: Guvernatorul Găgăuziei). É eleito por sufrágio popular para um mandato de quatro anos e tem poder sobre todos os órgãos administrativos públicos da Gagauzia. Ele também é membro do Governo da República da Moldávia. A elegibilidade para governador exige fluência na língua gagauz, cidadania moldava e idade mínima de 35 anos.
O poder executivo permanente em Gagauz Yeri é exercido pelo Comitê Executivo (Bakannik Komiteti / Comitetul Executiv). Os seus membros são nomeados pelo Governador ou por maioria simples de votos na Assembleia na sua primeira sessão. O Comité assegura a aplicação das leis da República da Moldávia e da Assembleia de Gagauz-Yeri.
Como parte da sua autonomia, Gagauzia tem a sua própria força policial.
Gagauz Halkı é um antigo partido político separatista da Gagauzia, agora proibido.
Não existe um sistema judicial separado ou autônomo do sistema judicial da República da Moldávia. O sistema judicial de toda a Moldávia, incluindo Gagaúzia, consiste em tribunais, câmaras de recurso (cinco câmaras de recurso - em Chisinau, Balti, Cahul, Comrat, Bender) e no Supremo Tribunal da República da Moldávia.

## Economia
A base da economia gagauz é a agricultura, particularmente a viticultura. Os principais produtos de exportação são: vinho, óleo de girassol, bebidas não alcoólicas, lã, couro e têxteis.

## Transportes
Existem 451 quilômetros de estradas na Gagauzia, dos quais 82% são pavimentados.[carece de fontes?]

## Demografia

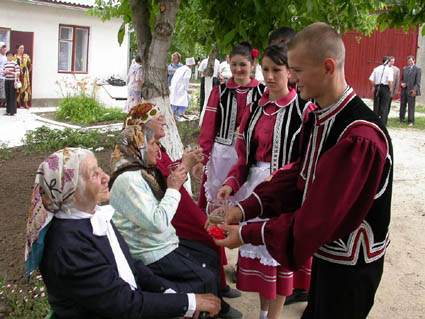
Um grupo de jovens e idosos da Gagaúzia em trajes típicos

De acordo com o censo de 2011, a Gagaúzia tem uma população de 160 700 habitantes, dos quais 64 922 vivem na zona urbana e 95 677 na zona rural.

### Composição étnica
- 82% de gagaúzes
- 7,8% de moldavos
- 4,8% de búlgaros
- 2,4% de russos
- 2,3% de ucranianos

### Religião

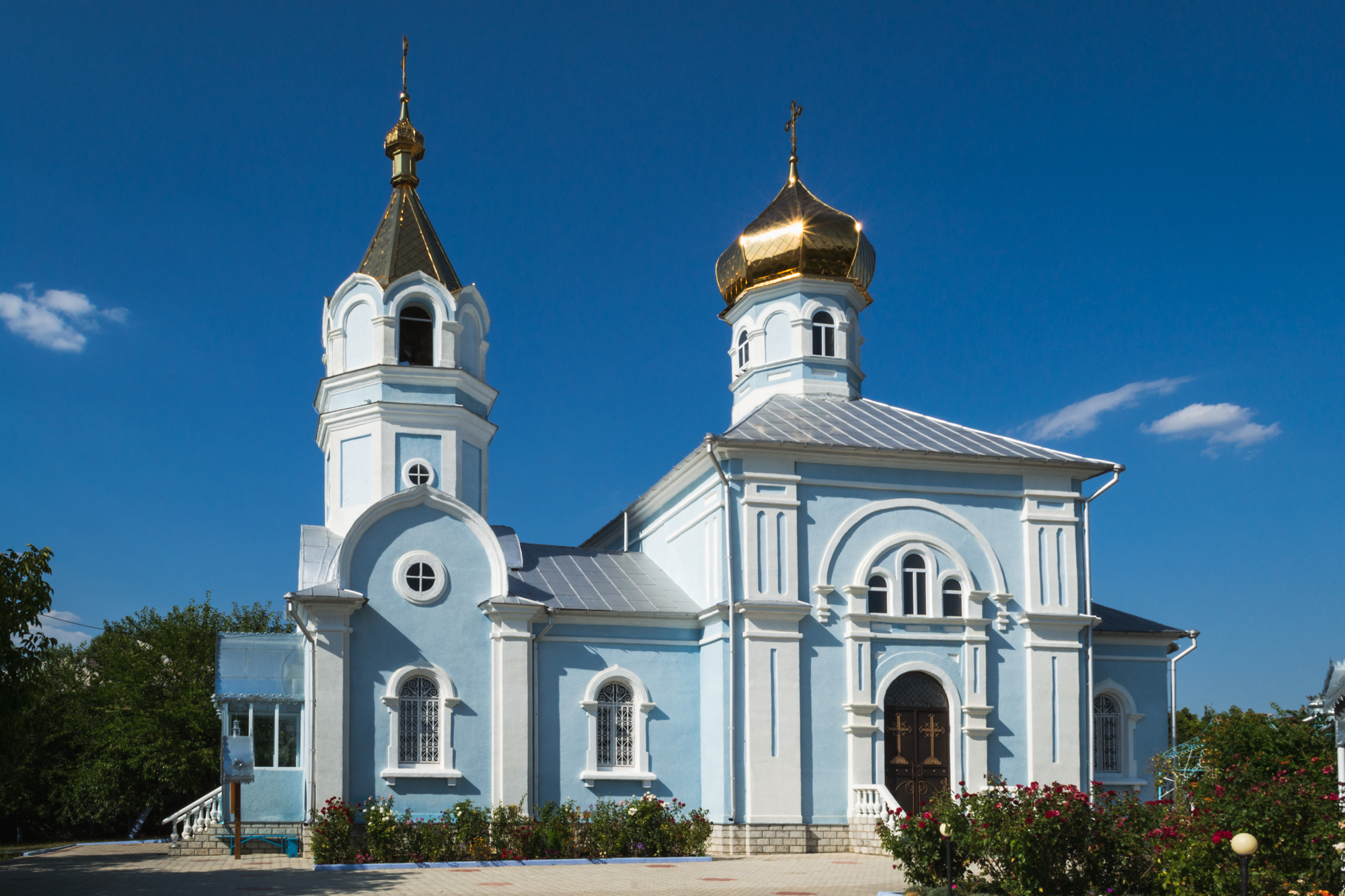
Igreja de São Jorge em Beșalma no centro da Gagaúzia

A grande maioria da população da Gagaúzia pertence ao cristianismo ortodoxo, especialmente às igrejas ortodoxa moldava, ortodoxa russa e ortodoxa ucraniana. Devido à longa adesão à União Soviética, há também um número relativamente considerável de cristãos não-denominacionais e de não-praticantes de qualquer religião.
- Cristãos – 96,0%
  - Cristãos Ortodoxos – 93,0%
  - Protestante – 3,0%
    - Batistas – 1,6%
    - Adventistas do sétimo dia – 0,8%
    - Evangélicos – 0,4%
    - Pentecostais – 0,2%
- Outros – 2,2%
- Sem religião – 1.6%
- Ateus – 0,2%

## Educação
Gagauzia tem 55 escolas, o Colégio Pedagógico Comrat (ensino médio mais dois anos além do ensino médio) e a Universidade Estadual Comrat (Komrat Devlet Universiteti ).
Apesar de declarar o gagauz como a língua nacional da região autônoma, as autoridades locais não oferecem nenhuma escola completa de ensino de gagauz, a maioria delas de língua russa, em oposição ao ensino completo da língua romena no interior da Moldávia. Os alunos são apresentados a todas as línguas escolares habituais (russo, romeno, inglês ou francês, gagauz).

## Cultura
A Turquia financiou a criação de um centro cultural turco (Administração Turca de Cooperação e Desenvolvimento) e de uma biblioteca turca (Biblioteca Atatürk). Na aldeia de Beșalma existe um museu histórico e etnográfico da Gagauzia, fundado por Dimitriy Kara Çöban.
Em 2013, Ludmila Tukan foi selecionada para representar Gagauzia na estreia do território no Turkvision Song Contest, com a música Вернись любовь ("Come back love").

## Esportes
Não sendo uma nação soberana, a seleção de futebol da Gagauzia não pode ser admitida na FIFA. No entanto, em 2006, Gagauzia participou na Copa ELF, realizada no Chipre do Norte, onde competiu com equipes de outras regiões do mundo que não alcançam a plena soberania nacional.
Gagauzia tem vários clubes de futebol. O FC Olimp Comrat e o Univer-Oguzsport estão sediados em Comrat e o FC Saxan Gagauz Yeri está sediado em Ceadîr-Lunga e jogam suas partidas no Estádio Ceadîr-Lunga.